# Doliopsoides horizoni
Doliopsoides horizoni är en ryggsträngsdjursart som beskrevs av Takasi Tokioka och D. Berner 1958. Doliopsoides horizoni ingår i släktet Doliopsoides och familjen Doliopsoididae. Inga underarter finns listade i Catalogue of Life.
Arten hittades i Stilla havet nära Peru.